# 形跡
| ウィキペディアには「形跡」という見出しの百科事典記事はありません（タイトルに「形跡」を含むページの一覧/「形跡」で始まるページの一覧）。 代わりにウィクショナリーのページ「形跡」が役に立つかもしれません。 |